# Burgess Hill
Burgess Hill è una città di 28 803 abitanti della contea del West Sussex, in Inghilterra.

## Amministrazione

### Gemellaggi
- Abbeville
- Schmallenberg